# Chrome (album)
Pour les articles homonymes, voir Chrome (homonymie).
Albums de Ziak
Akimbo
(2021)
Singles
1. Même pas un grincement
Sortie : 20 janvier 2023
2. Chrome
Sortie : 21 février 2023
3. Seinen
Sortie : 7 mars 2023
4. Pistol & Zamal
Sortie : 22 mars 2023
5. Halla
Sortie : 26 mai 2023
6. Cette vie
Sortie : 28 juillet 2023
7. Vautours
Sortie : 5 octobre 2023

Chrome est le deuxième album studio du rappeur français Ziak, sorti le 24 février 2023 sous les labels Universal et Chrome Castle.

## Promotion

### Singles
Le 20 janvier 2023, Ziak dévoile le titre Même pas un grincement, comme premier extrait de l'album. Le titre est certifié single d'or en France.
Le 21 février 2023, l'artiste sort un nouveau single nommé Chrome, deuxième extrait de l'album.
Le 7 mars 2023, il sort le clip du titre Seinen, le troisième single.
Ziak dévoile le titre Pistol & Zamal comme quinzième piste de l'album, devenant le quatrième single.
Le 26 mai 2023, le rappeur sort le titre Halla comme seizième piste de l'album en tant que cinquième single.
Le 28 juillet 2023, Ziak sort le titre Cette vie comme dix-septième piste de l'album en tant que sixième single.
Le 5 octobre 2023, il dévoile le single Vautours en featuring avec Koba LaD en tant que dix-huitième piste de l'album et en tant que septième single.

## Liste des pistes
| 1.    | Démonstration             | Ziak           | Phazz                | 2:04 |
| 2.    | Chrome                    | Ziak           | Lowonstage           | 2:50 |
| 3.    | Tomb Rider                | Ziak           | Lowonstage           | 2:15 |
| 4.    | Même pas un grincement    | Ziak           | Sam Tiba             | 3:46 |
| 5.    | Op Gante                  | Ziak           | Focus Beatz          | 2:40 |
| 6.    | Seinen                    | Ziak           | Grks, Lowonstage     | 2:44 |
| 7.    | Ambiance vandale          | Ziak           | Hellboy              | 2:51 |
| 8.    | Pourquoi                  | Ziak           | Sam Tiba             | 1:47 |
| 9.    | Le crime parfait          | Ziak           | Focus Beatz          | 2:40 |
| 10.   | Mauvais jour              | Ziak           | Focus Beatz          | 3:00 |
| 11.   | La plage                  | Ziak           | Sam Tiba             | 2:42 |
| 12.   | Pour une fois             | Ziak           | Lowonstage           | 1:31 |
| 13.   | Rappel des faits          | Ziak           | Dr Devil, Trizzy     | 2:22 |
| 14.   | Désolé                    | Ziak           | Hellboy              | 2:26 |
| 15.   | Pistol & Zamal            | Ziak           | Sam Tiba, Lowonstage | 2:26 |
| 16.   | Halla                     | Ziak           | Dr Devil, Trizy      | 3:13 |
| 17.   | Cette vie                 | Ziak           | Sam Tiba, Lowonstage | 2:20 |
| 18.   | Vautours (feat. Koba LaD) | Ziak, Koba LaD | Lowonstage           | 3:10 |
| 46:39 |                           |                |                      |      |

## Titre certifié en France
- Même pas un grincement  Platine[2] (18 mai 2023)
- Pistol et Zamal  Or

## Clips vidéos
- Même pas un grincement : 20 janvier 2023
- Seinen : 7 mars 2023
- Cette vie : 28 juillet 2023
- Vautours (feat. Koba LaD) : 6 octobre 2023

## Classements

### Classements hebdomadaires
| Classements (2021-2022)      | Meilleure position |
| ---------------------------- | ------------------ |
| Belgique (Wallonie Ultratop) | 5                  |
| France (SNEP)                | 2                  |
| Suisse (Schweizer Hitparade) | 11                 |

## Ventes et certifications
| Région                                                                                                 | Certification | Ventes/Streams |
| --- | ------------- | -------------- |
| France (SNEP)                                                                                          | Or            | 50 000*        |
| *Ventes selon la certification ^Mise en rayon selon la certification xNon précisé par la certification |               |                |